# Virlange
 (juin 2014).
La Virlange est une rivière française qui coule dans le département de la Haute-Loire, et  un affluent de l'Ance du Sud en rive gauche, donc un sous-affluent de la Loire par l'Allier.

## Géographie
La Virlange naît sur le rebord oriental de la montagne de la Margeride, sur le territoire de la commune de Chanaleilles, à la limite entre les départements de la Lozère et de la Haute-Loire.
De 24,8 km de longueur, son orientation générale va du sud-ouest vers le nord-est. Peu après le lieu-dit Freycenet, elle effectue un coude vers l'est, et se jette peu après dans l'Ance du Sud, en rive gauche, sur le territoire de la localité de Saint-Préjet-d'Allier.

### Communes traversées
Dans le seul département de la Haute-Loire, la Virlange traverse les six communes référencées :
- Chanaleilles, Esplantas, Saugues, Saint-Préjet-d'Allier, Vazeilles-près-Saugues, Thoras

## Hydrologie
La Virlange est une rivière assez peu régulière, à l'instar de la plupart des cours d'eau du massif central, et avant tout de l'Ance du Sud et de l'Allier. 

### La Virlange à Saugues
Son débit a été observé durant 26 ans (1982-2007), à Saugues au lieu-dit Freycenet, localité du département de la Haute-Loire située peu avant son confluent avec l'Ance du Sud. La surface ainsi étudiée est de 48,5 km2, soit la presque totalité du bassin versant de la rivière.
Le module de la Virlange à Saugues est de 0,724 m3/s.
La rivière présente des fluctuations saisonnières de débit bien marquées, comme la plupart des rivières de montagne du bassin de l'Allier. Les hautes eaux se déroulent en hiver et au printemps et se caractérisent par des débits mensuels moyens allant de 0,929 à 1,130 m3/s, de décembre à mai inclus (avec un léger maximum en avril correspondant à la fonte des neiges). En juin le débit diminue fortement (0,574 m3/s), ce qui mène rapidement aux basses eaux d'été qui ont lieu de juillet à septembre inclus, entraînant une  baisse du débit mensuel moyen allant jusqu'à 0,229 m3/s au mois d'août (229 litres par seconde), ce qui reste très confortable. Mais ces moyennes mensuelles occultent des fluctuations bien plus prononcées selon les années ou sur de courtes périodes.

### Étiage ou basses eaux
À l'étiage, le VCN3 peut chuter jusque 0,055 m3/s (55 litres par seconde), en cas de période quinquennale sèche, ce qui ne peut être considéré comme sévère pour un aussi petit cours d'eau.

### Crues
Les crues peuvent être assez importantes, compte tenu de la petitesse du bassin versant, sans atteindre cependant les sommets que l'on retrouve dans la partie occidentale du bassin ligérien (Vienne, Creuse, Sèvre nantaise, etc.), ni bien sûr les sommets cévenols. Les QIX 2 et QIX 5 valent respectivement 6,7 et 9,5 m3/s. Le QIX 10 est de 11 m3/s, le QIX 20 de 13 m3/s, tandis que le QIX 50 se monte à 15 m3/s.
Le débit instantané maximal enregistré à Saugues a été de 12,5 m3/s le 1er avril 1986, tandis que la valeur journalière maximale était de 9,65 m3/s le 25 avril de la même année. Si l'on compare la première de ces valeurs à l'échelle des QIX de la rivière, l'on constate que cette crue était à peine d'ordre vicennal, et donc destinée à se reproduire tous les 15-20 ans.

### Lame d'eau et débit spécifique
La Virlange est une rivière fort abondante. La lame d'eau écoulée dans son bassin versant est de 472 millimètres annuellement, ce qui est nettement supérieur à la moyenne d'ensemble de la France (plus ou moins 320 millimètres/an), ainsi qu'à la moyenne du bassin de l'Allier (326 millimètres/an au bec d'Allier). Le débit spécifique (ou Qsp) atteint de ce fait le chiffre robuste de 14,9 litres par seconde et par kilomètre carré de bassin.